# Bat for Lashes
Natasha Khan, född 25 oktober 1979 i London, England, känd under artistnamnet Bat for Lashes, är en brittisk sångerska och musiker.
Natasha Khan använder sig av en rad olika instrument, bland annat piano, gitarr, cembalo, harpa och slagverk såväl som skriver och till viss del producerar sina låtar. Hon debuterade 2006 med albumet Fur and Gold, som blev varmt mottaget och nominerades till Mercury Music Prize året därpå. Uppföljaren, Two Suns, utgavs 2009 och placerade sig som femma på den brittiska albumlistan. 2008 fick Khan två BRIT Award-nomineringar i kategorierna Best Breakthrough Artist och Best Female Solo Artist. 2010 vann hon Ivor Novello Awards i kategorin Best Contemporary Song för låten "Daniel".
Artistnamnet Bat for Lashes förklarades i tidningen The Guardian som "Denna underliga kombination av ord valdes för att de helt enkelt lät ovanliga tillsammans, [...]". Bat for Lashes musik är tätt förknippad med folktronica, en relativt ny genre som utmärks av den lågmälda sångstilen och dess kombination av element från folkmusik och electronica. Hon blandar inte sällan in stråkarrangemang i musiken, varför flera av hennes låtar har klassats som barockpop.

## Biografi

### Uppväxt
Natasha Khan föddes i Wembley, London den 25 oktober 1979 till en pakistansk far, Rehmat Khan (en tidigare professionell squashspelare från Peshawar) och en engelsk mor. Vid fem års ålder flyttade familjen till Rickmansworth, Hertfordshire. Som barn brukade Khan gå på sin farbrors squashmatcher tillsammans med sin syster Suraya och sin bror Tariq. Innan musikkarriären studerade hon musik och visuell konst vid University of Brighton.

### Musikkarriär

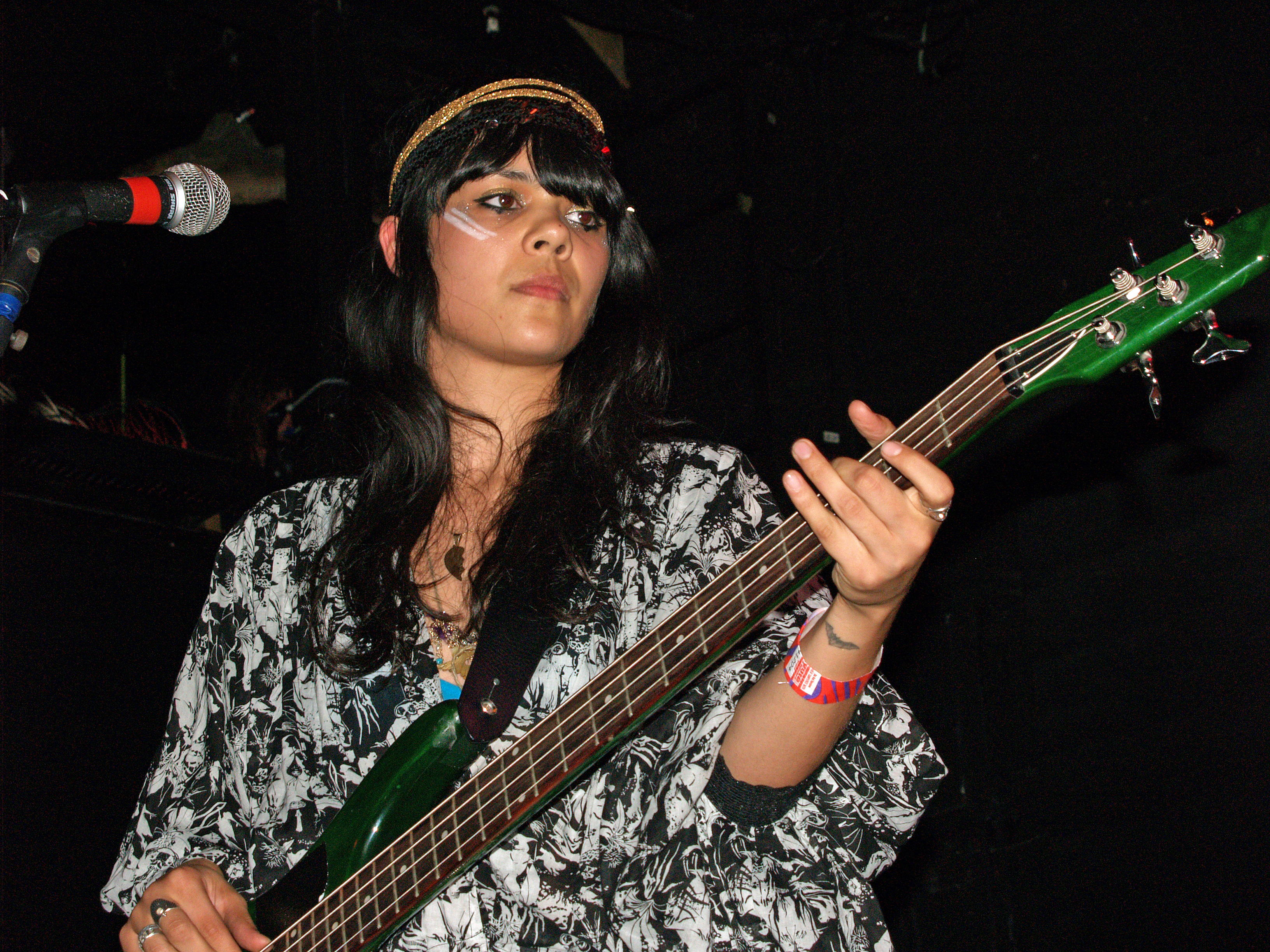
Khan i New York City's Bowery Ballroom 2007. Promotering av albumet Fur and Gold.

Khans debutalbum, Fur and Gold, släpptes 11 september 2006 på Echo Records, och nådde #48 på den brittiska albumlistan. 2007 nominerades den till Mercury Music Prize, och 2008 nominerades hon till två BRIT Award, en för Best Breakthrough Artist och en för Best Female, vilket gav henne mycket publicitet i media.
Det andra albumet, Two Suns, släpptes 6 april 2009 och nådde #5 på den brittiska albumlistan och #17 på den irländska. Albumets första singel, "Daniel", kom in på topp 40 på den brittiska singellistan. Den andra singeln, "Pearl's Dream", släpptes 22 juni 2009. Även Two Suns har nominerats till Mercury Music Prize.
Den 12 oktober 2012 släpptes tredje albumet, The Haunted Man, som föregicks av singeln "Laura".

## Kompmusiker
Följande musiker medverkar när Bat for Lashes uppträder live.
Nuvarande
- Ben Christophers
- Charlotte Hatherley
- Sarah Jones

Tidigare
- Abi Fry
- Caroline Weeks
- Katherine Mann
- Alex Thomas
- Lizzy Carey

## Diskografi

### Studioalbum
- 2006 – Fur and Gold
- 2009 – Two Suns
- 2012 – The Haunted Man
- 2016 – The Bride
- 2019 – Lost Girls

### EP
- 2008 – Live Session
- 2009 – iTunes Festival: London 2009
- 2012 – iTunes Festival: London 2012

### Singlar
- 2006 – "Trophy"
- 2006 – "The Wizard"
- 2007 – "Prescilla"
- 2007 – "What's a Girl to Do?"
- 2009 – "Daniel"
- 2009 – "Pearl's Dream"
- 2010 – "Let's Get Lost" (med Beck)
- 2010 – "Sleep Alone"
- 2011 – "Strangelove" (Depeche Mode-cover)
- 2012 – "Laura"
- 2012 – "All Your Gold"
- 2016 – "In God's House"
- 2016 – "Sunday Love"
- 2016 – "Joe's Dream"
- 2016 – "If I Knew"
- 2019 – "Kids in the Dark"